# Christian Convery
Christian Convery (* 10. November 2009 in Los Angeles) ist ein kanadischer Schauspieler.

## Leben
Sein Filmdebüt gab Convery in der im April 2016 veröffentlichten romantischen Komödie Frühling der Herzen von Marita Grabiak als Conner. Erste Episodenrollen hatte er im selben Jahr in den Serien Supernatural und Van Helsing sowie 2017 in Legion und Lucifer. Im November 2016 war er im Fernsehfilm Mein Weihnachtstraum von Hallmark Entertainment an der Seite von Danica McKellar und David Haydn-Jones als dessen Filmsohn Cooper Stone zu sehen, in der deutschsprachigen Fassung wurde er von Mascha Creutzburg synchronisiert.
Für seine Darstellung des David Anthony Owens in Christmas List mit Alicia Witt wurde er 2017 mit einem Young Artist Award in der Kategorie Best Performance in a TV Movie, Miniseries or Special ausgezeichnet. 2019 wurde er erneut mit einem Young Artist Award in der Kategorie Streaming Series or Film geehrt. Im Filmdrama Beautiful Boy (2018) mit Timothée Chalamet und Steve Carell verkörperte er dessen Filmsohn Jasper Sheff. Die deutschsprachige Fassung wurde von Elias Chamlali gesprochen. In der am Disney Channel veröffentlichten Serie Welpenakademie hatte er 2019 eine Hauptrolle als Morgan, in der deutschsprachigen Fassung lieh im Francis Fanselow die Stimme. Außerdem war er 2019 im Fernsehfilm Descendants 3 – Die Nachkommen sowie Chaos auf der Feuerwache zu sehen.
In der Netflix-Fantasy-Serie Sweet Tooth mit Will Forte und Nonso Anozie hatte er 2021 eine Hauptrolle als Hirsch-Mensch-Junge Gus. Für das Drama The Tiger Rising basierend auf dem gleichnamigen Buch von Kate DiCamillo stand er mit Dennis Quaid und Queen Latifah als Rob Horton vor der Kamera.
Anfang 2024 wurde bekannt, dass er zum Ensemble von Guillermo del Toros Neuverfilmung von Mary Shelleys Frankenstein für Netflix gehört.

## Filmografie (Auswahl)
- 2016: Frühling der Herzen (Hearts of Spring, Fernsehfilm)
- 2016: Supernatural – The Foundry (Fernsehserie)
- 2016: Mein Weihnachtstraum (My Christmas Dream, Fernsehfilm)
- 2016: Van Helsing – Rachsüchtige Freundin (Fernsehserie)
- 2016: Christmas List (Fernsehfilm)
- 2017: Legion (Fernsehserie, drei Episoden)
- 2017: Lucifer – Hinterhältiger kleiner Parasit (Fernsehserie)
- 2017: Coming Home for Christmas (Fernsehfilm)
- 2017: Christmas at Holly Lodge (Fernsehfilm)
- 2018: Signed, Sealed, Delivered: The Road Less Traveled (Fernsehfilm)
- 2018: The Package
- 2018: Beautiful Boy
- 2018: It's Christmas, Eve (Fernsehfilm)
- 2018: A Twist of Christmas (Fernsehfilm)
- 2018: Santa's Boots (Fernsehfilm)
- 2019: A Snake Marked (Kurzfilm)
- 2019: William
- 2019: V.C. Andrews' Heaven (Mini-Serie)
- 2019: Descendants 3 – Die Nachkommen (Descendants 3, Fernsehfilm)
- 2019: Chaos auf der Feuerwache (Playing with Fire)
- 2020: Aliens Stole My Body
- 2019: Welpenakademie (Pup Academy, Fernsehserie)
- 2021–2024: Sweet Tooth (Fernsehserie)
- 2021: Gregs Tagebuch: Von Idioten umzingelt! (Diary of a Wimpy Kid, Stimme)
- 2022: The Tiger Rising
- 2023: Cocaine Bear
- 2023: One Piece (Fernsehserie)
- 2023: Diary of a Wimpy Kid Christmas: Cabin Fever
- 2023: Paw Patrol – Der Mighty Kinofilm (PAW Patrol: The Mighty Movie, Stimme)
- 2025: The Monkey